# Josip Gostinčar
Josip Gostinčar (17. března 1860 Beričevo – 8. února 1942 Vižmarje) byl rakouský politik slovinské národnosti, na počátku 20. století poslanec Říšské rady.

## Biografie
Vychodil živnostenskou školu v Lublani. Vyučil se síťařem. Pracoval v přádelně jako dělník a mistr. Byl úředníkem družstevního svazu. Zpočátku měl blízko k sociálně demokratickému hnutí, ale později se přidal ke slovinské Katolické národní straně. Pomáhal organizovat křesťansko sociální dělnické spolky. Přispíval do četných slovinských periodik.
Na počátku 20. století se zapojil i do celostátní politiky. Ve volbách do Říšské rady roku 1907, konaných poprvé podle všeobecného a rovného volebního práva, získal mandát v Říšské radě (celostátní zákonodárný sbor) za obvod Kraňsko 6. Byl členem poslanecké frakce Slovinský klub. Mandát obhájil za týž obvod i ve volbách do Říšské rady roku 1911, byl nyní poslancem za Chorvatsko-slovinský klub. K roku 1911 se profesně uvádí jako úředník organizace Zadružna zveza. Na Říšské radě se profiloval jako obhájce zájmů dělníků a drobných úředníků.